# Juan Enrique Carreño
Juan Enrique Carreño (* 16. November 1968 in San Fernando) ist ein ehemaliger chilenischer Fußballspieler. Der Stürmer war chilenischer Nationalspieler.

## Karriere
Er begann seine Karriere bei Colo-Colo. 1987 spielte er bei den Zweitligisten Unión San Felipe und Linares. Danach war er bei den Ligakonkurrenten Colchagua und Ñublense. 1990 wechselte er zu Naval de Talcahuano in die Primera División. Nach einem Jahr ging er zu Cobresal und danach zu Coquimbo Unido und Everton de Viña del Mar. Mit Everton erreichte er das Halbfinale der Copa Chile 1993 und wurde mit 13 Treffern Zweiter der Torschützenliste. Im Sommer wechselte er zu Unión Española. Mit dem Klub erreichte er das Viertelfinale der Copa Libertadores 1994. Danach spielte er ein halbes Jahr für den mexikanischen Verein UNAM Pumas. 1995 kehrte er zurück nach Chile, zuerst zu Cobreloa und dann zu Deportes Concepción. 1998 war er bei Huachipato und ging nach einem kurzen Zwischenspiel bei Deportes Iquique wieder zu Everton. Nach einem positiven Dopingtest war er von 2001 bis 2003 gesperrt.
Carreño nahm an der Junioren-Fußballweltmeisterschaft 1987 teil und erreichte mit Chile den vierten Platz, nachdem das Spiel um Platz drei gegen die DDR nach Elfmeterschießen verloren gegangen war. In die chilenische Nationalmannschaft wurde er zwischen 1989 und 1998 insgesamt elfmal berufen und schoss ein Tor.